# 特恩貝里高爾夫球場

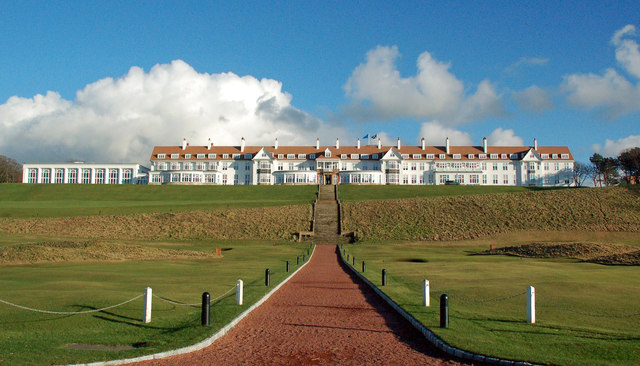
特恩貝里高爾夫球場

特恩貝里高爾夫球場（Turnberry）是英國蘇格蘭的一座高爾夫球場，位於蘇格蘭西南部艾爾郡克萊德灣沿岸。這座球場自2014年開始由特朗普集團所有
。

## 外部連結
- 官方网站
- Photo Tour of Turnberry （页面存档备份，存于）
- Satellite Images of the golf course （页面存档备份，存于）